# Storia economica della Svezia

## 1790-1815 Rivoluzione agricola e proto industrializzazione

Incidenza dei vari settori economici sul PIL svedese (1800-2000). L'agricoltura è in turchese scuro, l'industria e l'artigianato in turchese standard, mentre il resto è il settore terziario.

Dopo l'epoca della libertà svedese durata per gran parte del Settecento, tra il 1790 e 1850 in Svezia si sono sviluppati parallelamente due movimenti economici: la rivoluzione agricola con l'estensione di latifondi, il trasferimento ai contadini privati di beni demaniali, introduzione di nuove colture e di nuovi utensili agricoli e la commercializzazione dell'agricoltura e la proto industrializzazione, fenomeno grazie al quale sorsero piccole fabbriche in campagna e avvenne la suddivisione stagionale del lavoro: i lavoratori durante l'estate lavoravano sui campi, mentre durante l'inverno si dedicavano alla produzione industriale. Lo sviluppo contemporaneo di tali fenomeni quali proto industrializzazione e rivoluzione agraria ha portato ad una crescita a vantaggio di grandi strati della popolazione, ad una rapida crescita demografica e ha dato le basi alla rivoluzione dei consumi che avrà luogo a partire dal 1820.

## 1815-1850 Rivoluzione industriale, specializzazione locale e cambiamenti istituzionali
Tra il 1815 e 1859 le proto industrie si sono sviluppate in industrie più grandi e specializzate. Durante questo periodo si è assistito ad una progressiva specializzazione locale: la zona di Begslagen si è specializzata nell'estrazione del ferro, la zona di Sjuhäradsbygden era importante centro di industrie tessili e la regione Norrland era importante per il settore della selvicoltura. Inoltre, in questo periodo hanno avuto luogo diversi cambiamenti istituzionali quali introduzione dell'istruzione pubblica gratuita nel 1842, la Svezia in questo campo è stata la prima nel mondo, l'abolizione nel 1846 di skråväsendet (gilde), il monopolio nazionale sul commercio di prodotti artigianali e la nascita delle società per azioni nel 1848.

## 1850-1890 Crescita delle esportazioni, sviluppo delle ferrovie e boom degli investimenti
Tra il 1850 e 1890 la Svezia ha registrato un boom nel settore delle esportazioni. Le tre categorie dominanti in questo settore erano il legno, il ferro e l'agricoltura. Tra gli importanti cambiamenti istituzionali di questo periodo vi sono l'abolizione della maggior parte dei dazi e di altre barriere commerciali in favore al commercio libero sviluppatosi nel 1850, l'introduzione del sistema aureo nel 1873, secondo il quale la corona svedese corrispondeva ad una quantità fissata d'oro. Tali cambiamenti istituzionali hanno contribuito allo sviluppo del libero commercio.
Nel corso di questo periodo la Svezia ha registrato un vero e proprio boom nel settore degli investimenti: il volume degli investimenti del PIL sono aumentati dal 5% al 10%. È proprio durante questo periodo si è formato il concetto moderno della crescita economica: il PIL annuo deve ammontare a circa 2%. In questi anni sono stati fatti ingenti investimenti per la realizzazione delle infrastrutture soprattutto per l'espansione della rete ferroviaria, finanziata in parte dal governo e in parte da imprese private.

## 1890-1950 Seconda rivoluzione industriale.
Tra il 1890 e 1950 ha avuto luogo in Svezia la seconda rivoluzione industriale. Le industrie che si sono sviluppate in questo periodo hanno posto la loro attenzione soprattutto sui settori del mercato interno quali ingegneria meccanica, energia elettrica, fabbricazione di carta e industria tessile. La rapida espansione di tali industrie è stata senza alcun dubbio aiutata dall'esistenza di un mercato dei capitali di rischio ben funzionante. La Borsa di Stoccolma è stata fondata nel 1866 e la Banca di Svezia è stata fondata nel 1668 come la prima banca centrale nel mondo: nel 1897 era l'unica banca dotata di diritti legali di emettere banconote sul territorio svedese e l'unica ad avere la funzione di prestatore di ultima istanza. Questo ha facilitato l'istituzione di piccole banche commerciali private indipendenti il cui sviluppo ha dato il via all'apertura di numerose banche private e anche ad una rapido aumento del PIL. Le banche erogano crediti alle imprese start-up in cambio di obbligazioni come garanzia. Poiché le imprese erano in attività e mostravano cifre positive, i titoli venivano venduti sul mercato azionario permettendo così alla banca di erogare nuovi crediti alle imprese start-up. Il rapido aumento del PIL ha portato nel 1907 alla tragedia bancaria come anche al crollo del mercato immobiliare.
La Svezia ha importato dal 1850 al 1910 una grande quantità di capitali stranieri per finanziare la propria industrializzazione e probabilmente proprio per questo era considerata nel 1910 una delle nazioni debitrici più importanti nel mondo.
Questa situazione è cambiata rapidamente nel decennio successivo. Nel 1914 è iniziata la prima guerra mondiale e la domanda internazionale per le esportazioni di prodotti svedesi di importanza strategica per la guerra come l'acciaio che veniva utilizzato nel settore degli armamenti, è aumentata rapidamente. Mentre tra le nazioni in guerra vigevano severe norme di limitazioni sul commercio, la Svezia, essendo un paese neutrale, non era sottoposta a tali norme. Le nazioni in guerra, come il Regno Unito, per finanziarsi hanno stampato nuova moneta che ha portato all'inflazione e ciò ha causato il rapido aumento del prezzo delle esportazioni svedesi. I massicci trasferimenti di denaro alla Svezia da parte delle nazioni come pagamento per le esportazioni durante la guerra ha fatto sì che la Svezia, una delle nazioni più indebitate al mondo prima della guerra diventasse un valido creditore al termine della guerra.